# Timbi Madina
Timbi Madina est une sous-préfecture de la préfecture de Pita en Guinée. Elle est située à 390 kilomètres de la capitale Conakry, dans le Fouta-Djalon profond, limité de la région de Labé par le fleuve Kassa.

## Historique
Timbi Madina est une des villes de la province de Timbi qui faisait partie des 9 provinces du Fouta théocratique et avant la colonisation de la Guinée, Timbi occupait une place importante dans le royaume théocratique.

## Administration
Timbi Madina est dirigé depuis février 2019 par Mamadou Diao Doumba.

## Agriculture
Timbi Madina est le premier producteur de pomme de terre en Guinée elle produit 70 % de la production nationale.

## Tourisme
La chute d'eau Soumaa est la principale attraction de la ville.

## Population
En 2016, la localité comptait 55 601 habitants.